# Вайтендорф (Штирия)
Вайтендорф (нем. Weitendorf (Steiermark)) — коммуна (нем. Gemeinde) в Австрии, в федеральной земле Штирия. 
Входит в состав округа Лайбниц.  Население составляет 1491 человек (на 31 декабря 2005 года). Занимает площадь 13,89 км². Официальный код  —  61046.

## Политическая ситуация
Бургомистр коммуны — Йозеф Кайзер (АНП) по результатам выборов 2005 года.
Совет представителей коммуны (нем. Gemeinderat) состоит из 15 мест.
- АНП занимает 8 мест.
- СДПА занимает 7 мест.